# Adiantum olivaceum
Adiantum olivaceum là một loài dương xỉ trong họ Pteridaceae. Loài này được Baker mô tả khoa học đầu tiên.